# Buster's Bedroom
Buster's Bedroom er en tysk film fra 1990 af Rebecca Horn.

## Medvirkende
- Amanda Ooms som Micha
- Donald Sutherland som Dr. O'Connor
- Geraldine Chaplin som Diana Daniels
- Valentina Cortese som Serafina Tannenbaum
- David Warrilow som Mr. Warlock
- Taylor Mead som James
- Ari Snyder som Lenny Silver
- Martin Wuttke som Joe